# Sonotrella bispinosa
Sonotrella bispinosa är en insektsart som först beskrevs av Lucien Chopard 1969.  Sonotrella bispinosa ingår i släktet Sonotrella och familjen syrsor. Inga underarter finns listade i Catalogue of Life.